# تغییر سیاسی سال سوم جیشو
تغییر سیاسی سال سوم جیشو (به ژاپنی: 治承三年の政変)، یک تغییر سیاسی در سال سوم جیشو برابر با ماه یازدهم از سال ۱۱۷۹ میلادی بود. در این تغییر سیاسی تایرا نو کیوموری (رهبر نظامی از خاندان تایرا) توسط یک کودتا بر کیوتو پایتخت ژاپن مسلط شد و امپراتور گو شیراکاوا را از حکومت پس از کناره‌گیری (اینسی) برکنار کرد.